# Wietrzychowice (Klein-Polen)
Wietrzychowice is een dorp in het Poolse woiwodschap Klein-Polen, in het district Tarnowski. De plaats maakt deel uit van de gemeente Wietrzychowice.